# Chinophrys
Chinophrys Zhang & Maddison, 2012 è un genere di ragni appartenente alla famiglia Salticidae.

## Distribuzione
Delle 7 specie note, 6 sono state reperite in Asia orientale (Taiwan, Cina, Vietnam); la C. trifasciata è stata rinvenuta in Sudafrica.

## Tassonomia
Per la descrizione delle caratteristiche di questo genere sono stati esaminati gli esemplari tipo di C. pengi Zhang & Maddison, 2012.
Non sono stati esaminati esemplari di questo genere dal 2021.
Attualmente, a febbraio 2022, si compone di 7 specie:
1. Chinophrys liujiapingensis (Yang & Tang, 1997) — Cina
2. Chinophrys mengyangensis Cao & Li, 2016)— Cina
3. Chinophrys pengi Zhang & Maddison, 2012[2] — Vietnam
4. Chinophrys pulcra Logunov, 2021 — Vietnam
5. Chinophrys taiwanensis (Peng & Li, 2002) — Taiwan
6. Chinophrys trifasciata Wesołowska, Azarkina & Russell-Smith, 2014 — Sudafrica
7. Chinophrys wuae (Peng, Tso & Li, 2002) — Taiwan